# پیچوناری

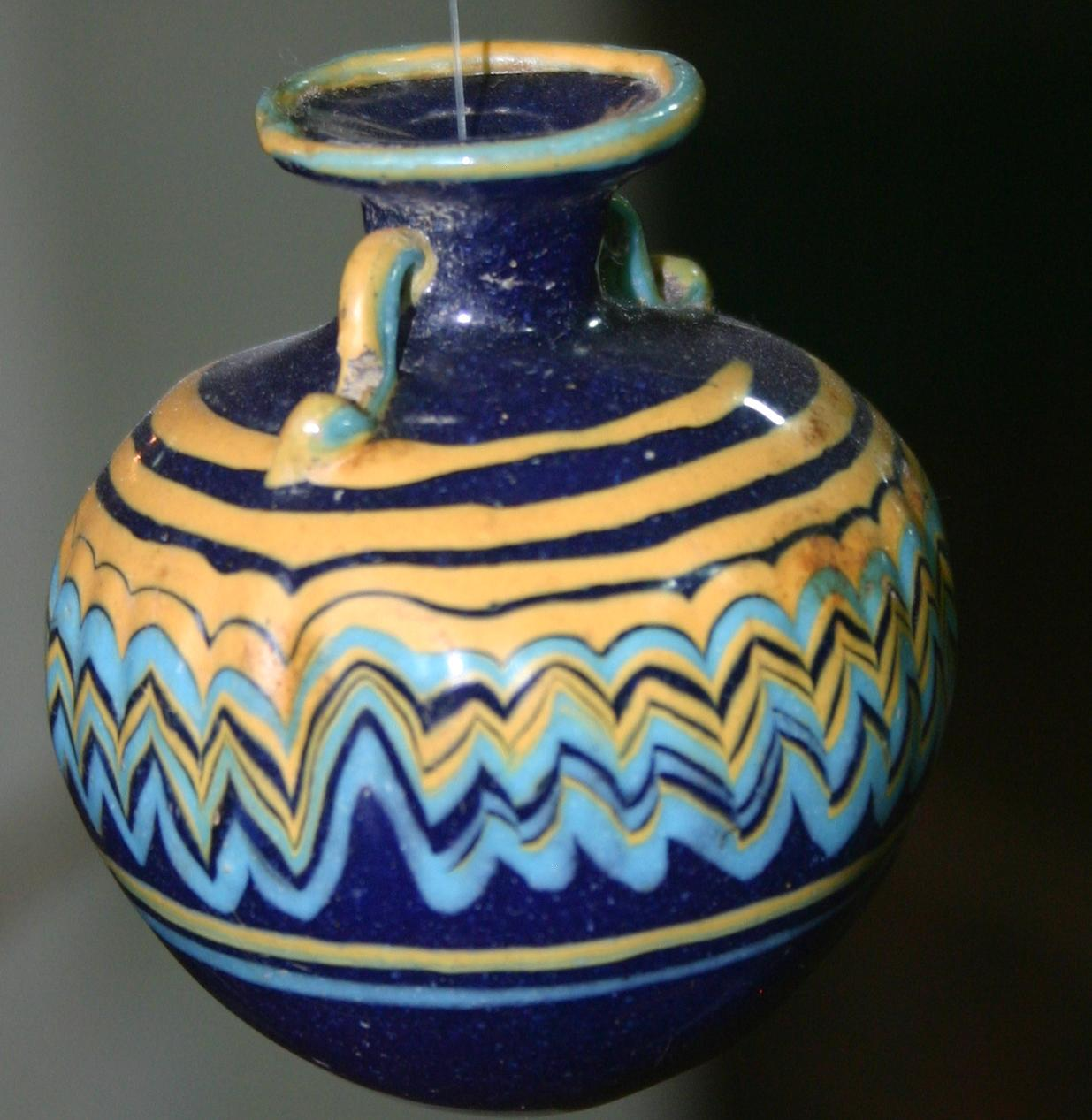
شیشه عطر شیشه ای پلی کروم

پیچوناری (گرجی: ფიჭვნარი) یک سایت و ناحیه باستانی مربوط به تمدن کولخیس است. نام باستانی این منطقه ناشناخته است. ناحیه امروزی در ساحل محل تلاقی دو رودخانه چولوکی و اوچخاموری در ۱۰ کیلومتری شمال تفریحگاه ساحلی کبولتی در ناحیه آجارستان کشور گرجستان است.
کاوش‌ها و حفاری‌ها در سال ۱۹۹۸ به‌عنوان یک تلاش مشترک انگلیس و گرجستان (موزه باستان‌شناسی باتومی و انستیتوی تحقیقات ن.برزنیشویلی باتومی و موزه اشمولین دانشگاه آکسفورد) انجام شد.
یک شهرک پیچوری از دوران عصر برنز در ساحل شمالی پیچناوری واقع شده است.